# Бъркхамстед
Бъ̀ркхамстед (на английски: Berkhamsted, произнася се ˈbɝːkəmstɛd) e град в Югоизточна Англия, графство Хартфордшър. Той е предимно жилищно предградие на Лондон, разположено на 40 km северозападно от центъра на града. Близо до гарата са запазени останки от нормански замък, използван от кралското семейство през 11-15 век. Населението на Бъркхамстед е 16 243 души по данни от преброяването през 2001 г.

## Личности
Родени
- Сара Брайтман (р. 1960), певица
- Греъм Грийн (1904 – 1991), писател